# Lisa Peters
Lisa Peters, geborene Prigge, (* 17. Dezember 1933 in Pippensen, heute Buxtehude, im Landkreis Stade; † 9. Mai 2010 in Buxtehude) war eine deutsche Politikerin (FDP).
Peters lebte im Buxtehuder Stadtteil Eilendorf. Sie war Meisterin der ländlichen Hauswirtschaft und mithelfende Familienangehörige im landwirtschaftlichen Betrieb. Über 25 Jahre lang war sie Vorsitzende der Meisterinnenarbeitsgemeinschaft im Landkreis Harburg, zwölf Jahre lang war sie im Kreisvorstand der Landfrauen tätig. Ebenfalls 25 Jahre lang war sie Mitglied der Prüfungskommission und Meisterin ländlicher Hauswirtschaft. Außerdem war sie langjähriges Mitglied im Landfrauenausschuss an der Landwirtschaftskammer und bis 1991 ehrenamtliche Richterin am Oberverwaltungsgericht Lüneburg. Sie war zudem langjährige Elternratsvorsitzende.
Im August 1972 trat Peters der FDP bei. Sie war Ortsvorsitzende des Ortsverbandes Buxtehude und gehörte bei Bezirks-, Landes- und Bundesparteitagen der Delegation an. 1972 wurde sie Ratsfrau des Stadtrats in Buxtehude, dem sie bis zu ihrem Tod angehörte und war dort stellvertretende Fraktionsvorsitzende der FDP-Fraktion. Von 1978 bis 1991 war sie erste stellvertretende Bürgermeisterin der Stadt Buxtehude, ab 1981 war sie im Kreistag Stade vertreten und auch dort stellvertretende Fraktionsvorsitzende. Von 1990 bis 1998 war sie im Deutschen Bundestag vertreten, dort war sie stellvertretende verkehrspolitische Sprecherin der FDP-Fraktion.
Peters wurde mit dem Bundesverdienstkreuz und dem Niedersächsischen Verdienstkreuz am Bande ausgezeichnet. Der Lisa-Peters-Weg in Eilendorf ist nach ihr benannt.